# 애덤 버처
애덤 버처(Adam Butcher, 1988년 10월 20일 ~ )는 캐나다의 배우이다.

## 출연 작품
- ARQ (2016)
- 퍼스트 리스폰스 (2015)
- 리그레션 (2015)
- 디버그: 슈퍼컴퓨터 VS 천재해커 (2014)
- 울브스 (2014)
- 더 레서 블레시드 (2012)
- 도그 파운드 (2010)
- 헬하운즈: 지옥의 전사들 (2009)
- 터미널 시티 (2005)
- 테리 폭스의 희망 마라톤 (2005)
- 리틀 러너 (2004)